# Настоящее преступление (фильм, 2018)
«Настоящее преступление» (англ. Dark Crimes дословно — «Тёмные преступления» раннее название англ. True Crimes) — польско-американский криминальный драматический фильм 2016 года режиссёра Александроса Авранаса, в главной роли Джим Керри. Фильм основывается на статье Дэвида Гранна «Истинная преступность: тайна постмодернистского убийства» (англ. True Crime: A Postmodern Murder Mystery) в журнале The New Yorker 2008 года, в которой рассказывается история осуждённого за убийство писателя Кристиана Бала. Премьера фильма состоялось на международном кинофестивале в Варшаве 12 октября 2016 года. В США фильм вышел 18 мая 2018 года.

## Сюжет
Дариуш Линчевский очень хороший, отзывчивый, честный человек и невероятно ответственный сотрудник. Он занимает скромную должность менеджера в перспективном рекламном агентстве, находящемся в Польше. Трудолюбивый, старательный Дариуш работает давно в большой фирме, пользуется популярностью среди рекламодателей, и принёс немало пользы предприятию профессиональным подходом к делу. Он был личностью публичной и достаточно известной среди соотечественников. Когда в водах реки Одер обнаружили его изуродованный труп, страшная новость получила огромный резонанс в обществе. Ужасная трагедия потрясла своей жестокостью всех жителей страны. Местные полицейские выдвинули множество версий, но не нашли достаточных доказательств для подтверждения ни одного предложенного варианта развития событий. Попытки вычислить личность убийцы не принесли результатов.
После неудач правоохранительных органов, берётся за расследование опытный, высококвалифицированный детектив Драблевский. Он очень быстро выходит на след предполагаемого преступника. Отслеживая последние звонки, поступившие с телефона убитого, он выясняет, что перед смертью Линчевский посещал аукцион Сотбис. Понемногу разгадывая головоломку, детектив находит связь с Кристианом Балой, известным писателем, который имел неприятную славу садомазохиста. Детектив прочитал последнюю книгу писателя, где подробно, в мельчайших деталях описано убийство менеджера. Теперь писатель становится главным подозреваемым. Но некоторые детали не сходятся, чтобы не допустить непоправимой ошибки, нужно найти неопровержимые доказательства.

## В ролях
| Актёр               | Роль        |
| ------------------- | ----------- |
| Джим Керри          | Тадек       |
| Мартон Чокаш        | Козлов      |
| Шарлотта Генсбур    | Кася        |
| Агата Кулеша        | Марта       |
| Кати Оутинен        | Малиновская |
| Збигнев Замаховский | Лукаш       |
| Влад Иванов         | Пётр        |
| Роберт Венцкевич    | Грегер      |
| Пётр Гловацкий      | Виктор      |
| Анна Полоны         | Мать Тадека |

## Релиз
Основные съёмки фильма начались 12 ноября 2015 года в Кракове, Польша, и завершились 13 декабря 2015 года.
25 января 2016 года Джим Керри объявил, что название фильма было изменено на Dark Crimes и что североамериканский релиз, вероятно будет в апреле. США фильм был анонсирован 18 мая 2016 года с более ранним эксклюзивом фильм вышел 19 апреля на DirecTV.
Фильм был разгромлен критиками. На сайте Rotten Tomatoes получил 0 %. Консенсус вебсайта гласит: «Настоящее преступление» — заурядный, неприятный триллер, которому не удалось передать неотразимую реальную историю и убедительную игру Джима Керри до мурашек".